# 남생이속
남생이속(Mauremys)은 돌거북과에 속하는 거북 속이다.

## 하위 종
- 일본돌거북 M. japonica
- 노랑늪거북 M. mutica
  - M. mutica mutica
  - M. mutica kami
- 안남잎거북 M. annamensis - 과거에는 별개의 속(Annamemys)으로 분류
- 카스피해줄무늬목거북 M. caspica
  - M. caspica caspica
  - M. caspica siebenrocki
  - M. caspica vetrimaculata
- 발칸못거북 M. rivulata - 과거에는 카스피해줄무늬목거북으로 분류
- 스페인못거북 M. leprosa - 과거에는 카스피해줄무늬목거북으로 분류
  - 이베리아못거북 M. leprosa leprosa
  - 사하라못거북 M. leprosa saharica
- 큰머리못거북 M. megalocephala
- 붉은목거북 M. nigricans
- 남생이 M. reevesii
- 중국줄무늬목거북, M. sinensis

Mauremys iversoni로 기재된 푸지엔못거북은 노랑늪거북 (대개 암컷), 삼선폐각구 또는 베트남상자거북 (대개 수컷) 사이에서 나온 거북 농장의 잡종이다. 마찬가지로, Mauremys pritchardi라는 거북도 남생이와 노랑늪거북이 교배해서 나오는 잡종으로 거북 농장 뿐만 아니라 야생에서도 발생한다. 잡종에서 유래해 돌거북과 거북의 유효종으로 등록되는 것은 드문 일이 아니지만,  M. pritchardi는 아직 논의되지 않았으며 M. iversoni의 경우 농장에서만 생산되며 대부분의 수컷이 불임이기 때문에 유효하지 않다.